# Biblioteca Nacional d'Alemanya
La Biblioteca Nacional d'Alemanya (Deutsche Nationalbibliothek - DNB) és l'arxiu central i el centre nacional de bibliografia a Alemanya. És el resultat de la fusió el 1990 de la Deutsche Bücherei, creada a Leipzig el 1912, la Deutsche Bibliothek, creada a Frankfurt del Main el 1946 i el Deutsches Musikarchiv (arxiu musical d'Alemanya) de Berlín. Amb més de 13 milions d'obres, és la biblioteca més gran d'Alemanya i una de les més grans del món.
El 2006, va prendre el nom de Deutsche Nationalbibliothek. El 2010, les col·leccions del Deutsches Musikarchiv van ser transferides de Berlín cap a un edifici nou a Leipzig. Des d'aleshores, la biblioteca té dues ubicacions: Leipzig i Frankfurt del Main. La seu administrativa és a Frankfurt.
La col·lecció comprèn 23,5 milions d'obres (13,9 milions a Leipzig, 8,2 milions a Frankfurt i 1,4 milions a Berlín).

## Nom
El nom Biblioteca Nacional Alemanya, introduït per la Llei de la Biblioteca Nacional Alemanya del 2006, va ser criticat. A diferència de les biblioteques nacionals d'altres països, l'àrea de col·lecció comença essencialment amb l'any de publicació 1913, i diverses biblioteques han adquirit literatura antiga en llengua alemanya en el marc del programa Col·lecció d'Imprès Alemanya; La literatura en llengües estrangeres de l'estranger es recopila principalment per les biblioteques de temàtiques especialitzades, incloses les biblioteques centrals especialitzades . Tradicionalment, aquesta tasca també recau en la Biblioteca Nacional, motiu pel qual la literatura especialitzada s'ha referit anteriorment a una Biblioteca Nacional distribuïda.
En particular, les dues grans biblioteques universals de la República Federal d'Alemanya, la Biblioteca Estatal de Berlín i la Biblioteca Estatal de Baviera, van veure el canvi de nom de manera força negativa perquè tenien la impressió que el seu paper en el camp del subministrament de literatura no s'apreciava prou. Segons una declaració conjunta dels directors de la Biblioteca Nacional Alemanya i de les biblioteques estatals de Berlín i Munic, el canvi de nom "no canvia la divisió del treball en l'execució de les tasques de les biblioteques nacionals en el sentit del model provat d'una Biblioteca Nacional Virtual, que només obté la seva eficiència i reputació de l'execució conjunta de tasques".
Deu anys més tard, el 2016, l'advocat especialitzat en drets d'autor Eric W. Steinhauer va qualificar el debat sobre el canvi de nom de la biblioteca de "difícilment comprensible". Des de llavors, el problema ha estat "completament resolt".

## Història
A causa de l'estructura federal i el desenvolupament històric, no hi va haver cap biblioteca a la zona de parla alemanya que gestionés centralment les tasques de la biblioteca nacional fins al 1912. Diverses grans biblioteques d'importància nacional van assumir les tasques per als seus respectius països. Per a Baviera aquesta era la Biblioteca Estatal de Baviera i per a Prússia la Biblioteca Estatal Prussiana, avui dia la Biblioteca Estatal de Berlín – Patrimoni Cultural Prussià. Altres biblioteques estatals van actuar en conseqüència.

### Abans de 1912
Una de les primeres propostes per establir una biblioteca nacional alemanya es va presentar a l'Acadèmia Prussiana de Ciències a l'octubre de 1843, però va ser rebutjada. Karl Bernhardi, que va succeir Jacob Grimm com a bibliotecari a Kassel, va proposar la creació d'una biblioteca nacional alemanya amb drets de dipòsit legal, ja que les biblioteques regionals de l'època només eren accessibles als estudiosos de la seva rodalia. El primer intent de construir una biblioteca nacional alemanya va ser la Biblioteca Paulskirche, ara coneguda com a Reichsbibliothek, el bibliotecari de la qual era el sinòleg Johann Heinrich Plath. Durant les Revolucions alemanyes de 1848 diversos llibreters i editors van oferir milers de volums per ser posats a disposició de l'Assemblea de Paulskirche com a base per a una biblioteca parlamentària. La biblioteca, dirigida per Johann Heinrich Plath, va rebre el nom de Reichsbibliothek ("Biblioteca del Reich"). Després del fracàs de la revolució, la biblioteca va ser abandonada i el fons de llibres ja existent va ser emmagatzemat al Germanisches Nationalmuseum a Nuremberg. El 1912, la ciutat de Leipzig, seu de la Fira del Llibre anual de Leipzig, el Regne de Saxònia i l'Associació de llibreters alemanys van acordar fundar una Biblioteca Nacional Alemanya a Leipzig. A partir de l'1 de gener de 1913, es van recollir sistemàticament totes les publicacions en alemany (inclosos els llibres d'Àustria i Suïssa). Aquest mateix any es va escollir Gustav Wahl com a primer director. Ara es troba a la Biblioteca Alemanya de Leipzig. Finalment, el Hofrat Erich Ehlermann va desenvolupar un disseny per a una Biblioteca del Reich per a l'Associació d'Editors i Llibreters Alemanys.

### 1912 a 1945

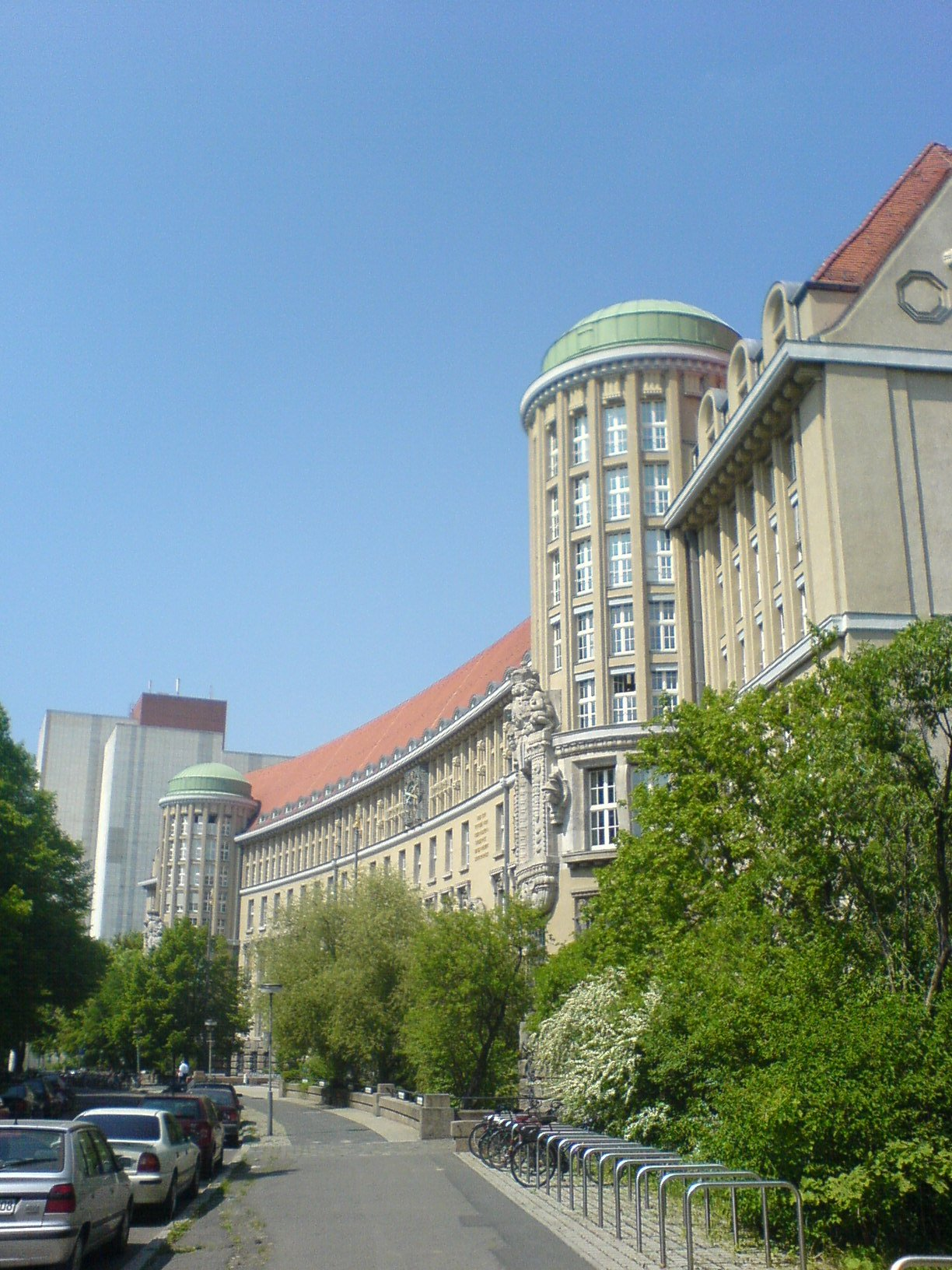
L'edifici original del 1914 de la biblioteca a Leipzig

El 3 d'octubre de 1912 es va fundar a Leipzig la «Biblioteca Alemanya» com a biblioteca-arxiu. La fundadora va ser l' Associació de Llibreters Alemanys de Leipzig, amb el suport del Regne de Saxònia i la ciutat de Leipzig. La «Biblioteca Alemanya» tenia com a objectiu recopilar i arxivar tota la literatura nacional a partir del 1913 i funcionar com a arxiu de literatura alemanya. La seva missió era recopilar tota la literatura en llengua alemanya i estrangera publicada a Alemanya a partir de l'1 de gener de 1913, així com la literatura estrangera en alemany, incloure-la en una bibliografia nacional i posar-la a disposició de tothom, de manera gratuïta.

Sota el règim nazi, del 1933 al 1945, les biblioteques alemanyes van ser censurades, convertint-se en extensions del règim nacionalsocialista. Els llibres que els nazis van confiscar als països ocupats van entrar a les col·leccions alemanyes.
El 1921, l'Associació de Llibreters Alemanys va confiar a la "Biblioteca Alemanya" l'edició de la "Llista diària de noves publicacions" i la "Llista setmanal de notícies publicades i preparades del comerç del llibre". El 1931, la «Bibliografia Nacional Alemanya» es va publicar per primera vegada a les sèries A (noves publicacions en el comerç llibreter) i B (noves publicacions fora del comerç llibreter). La «Llista semestral de noves publicacions del comerç llibreter alemany» i la «Llista de llibres alemanys» han estat adquirides per la «Biblioteca Alemanya».
El 1933, la «Biblioteca Alemanya» va passar a estar sota el control del Ministeri d'Il·lustració Pública i Propaganda del Reich . Les mesures nacionalsocialistes per a la coordinació cultural i intel·lectual van ser supervisades a Leipzig per una oficina del NSDAP. Els escrits políticament indesitjables o els escrits d'exiliats ja no es podien mostrar a la bibliografia nacional. De 1939 a 1944 es va publicar la «Llista de materials impresos tancats a la biblioteca alemanya». Ja el 1935, una ordre de la Cambra de Cultura del Reich obligava les associacions, editorials i particulars sota el seu control a presentar les seves publicacions a la Biblioteca Alemanya; Això va conduir a la primera regulació de dipòsit legal de còpies per a la zona de parla alemanya. Durant la Segona Guerra Mundial, la «Biblioteca Alemanya» va emmagatzemar al voltant d'1,6 milions de volums. Malgrat els danys causats pel foc, la "Biblioteca Alemanya" només va patir pèrdues menors de guerra.

### 1945 a 1990
La «Biblioteca Alemanya» de Leipzig va reobrir les portes el novembre de 1945 i també s'hi va tornar a publicar la «Bibliografia Nacional Alemanya». Tanmateix, a causa de la divisió d'Alemanya en quatre zones d'ocupació, la "Biblioteca Alemanya" va perdre el seu estatus com a biblioteca d'arxiu central. A les zones occidentals d'Alemanya, es va desenvolupar una reconstrucció de les institucions bibliotecàries i de venda de llibres a Frankfurt del Main. La biblioteca-arxiu recentment fundada va rebre el nom oficial de "Biblioteca Alemanya" el 4 de novembre de 1946. El 12 de desembre de 1946 es va publicar per primera vegada la «Bibliografia de la Biblioteca Alemanya de Frankfurt». Així, a l'Alemanya dividida hi havia dues biblioteques, que realitzaven les tasques i la funció d'una biblioteca nacional per separat per a l'Est (més tard República Democràtica Alemanya ) i l'Oest (més tard República Federal d'Alemanya ). Els directoris bibliogràfics nacionals publicats eren gairebé idèntics en contingut. El 1955, la «Biblioteca Alemanya» va obtenir el dret de dipòsit legal per decret, i el 1969 la «Biblioteca Alemanya» va rebre aquest dret per llei.

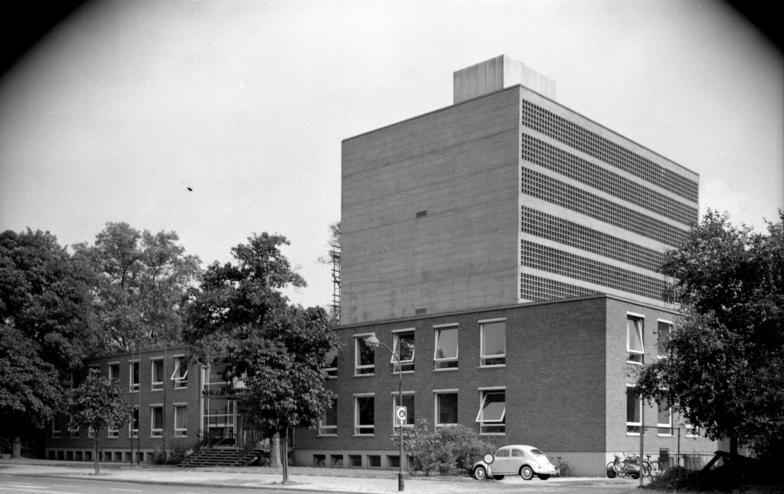
Biblioteca Alemanya, Frankfurt del Main, cap al 1959

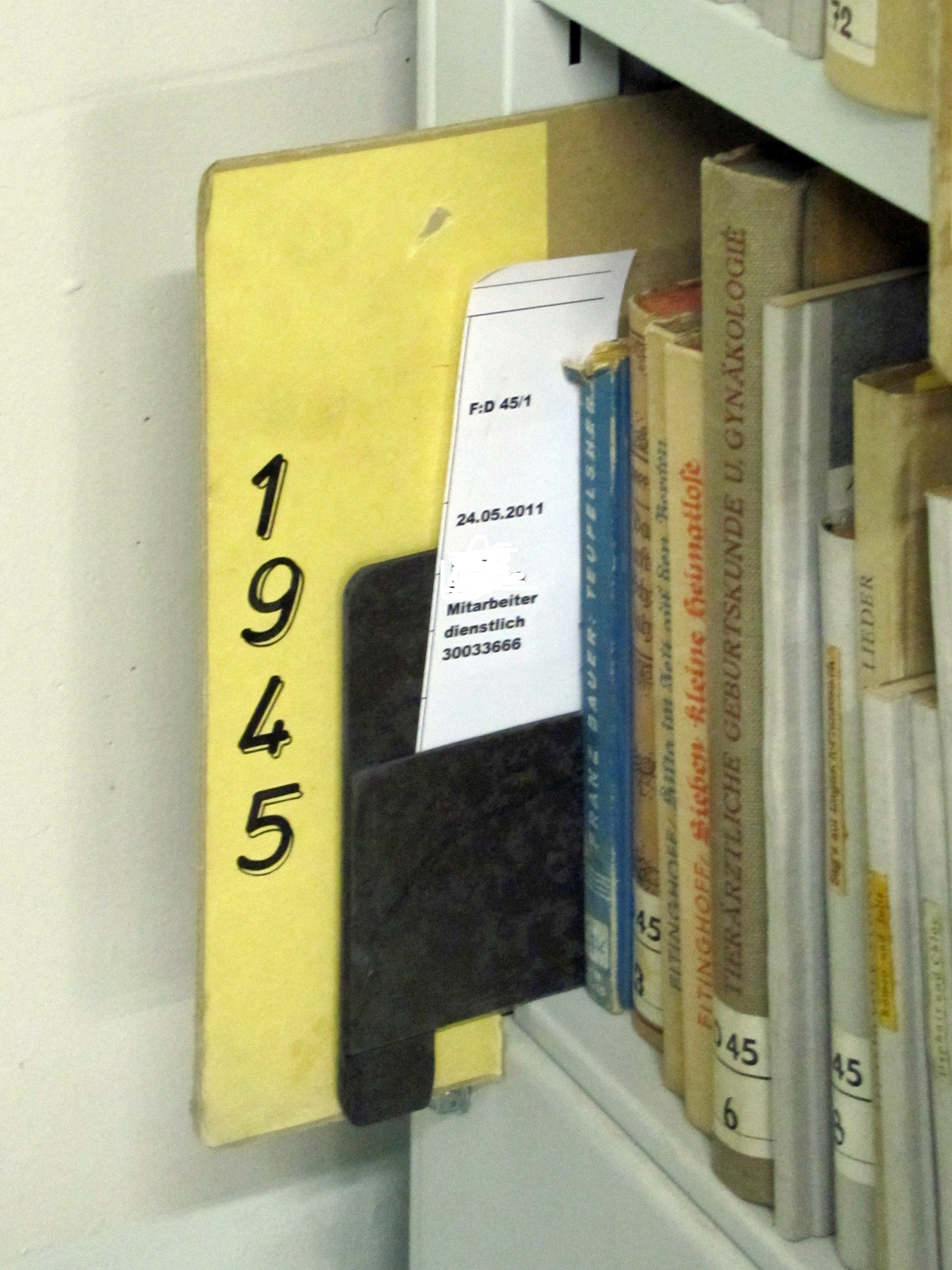
Inici de la col·lecció després de la Segona Guerra Mundial al magatzem de Frankfurt del Main

El 1946, Georg Kurt Schauer, Heinrich Cobet, Vittori Klostermann i Hanns Wilhelm Eppelsheimer, director de la Biblioteca de la Universitat de Frankfurt, van iniciar ela recuperació d'una biblioteca d'arxiu alemanya amb seu a Frankfurt. Els representants de l'Estat Federal del comerç del llibre a la zona americana van acceptar la proposta. La ciutat de Frankfurt va acceptar donar suport a la projectada biblioteca amb personal i recursos financers. El govern militar nord-americà també va donar la seva aprovació. La biblioteca va començar a la sala anomenada de tabac, de l'antiga biblioteca Rothschild, que va servir d'allotjament a la biblioteca universitària bombardejada. D'aquesta manera, a Alemanya hi havia dues biblioteques, que havien de seguir les obligacions i la funció d'una biblioteca nacional per a la República Democràtica Alemanya (RDA/DDR) i la República Federal d'Alemanya (RFA/RBD), respectivament. Es van publicar anualment dos catàlegs bibliogràfics nacionals de contingut gairebé idèntic.

### Després de 1990

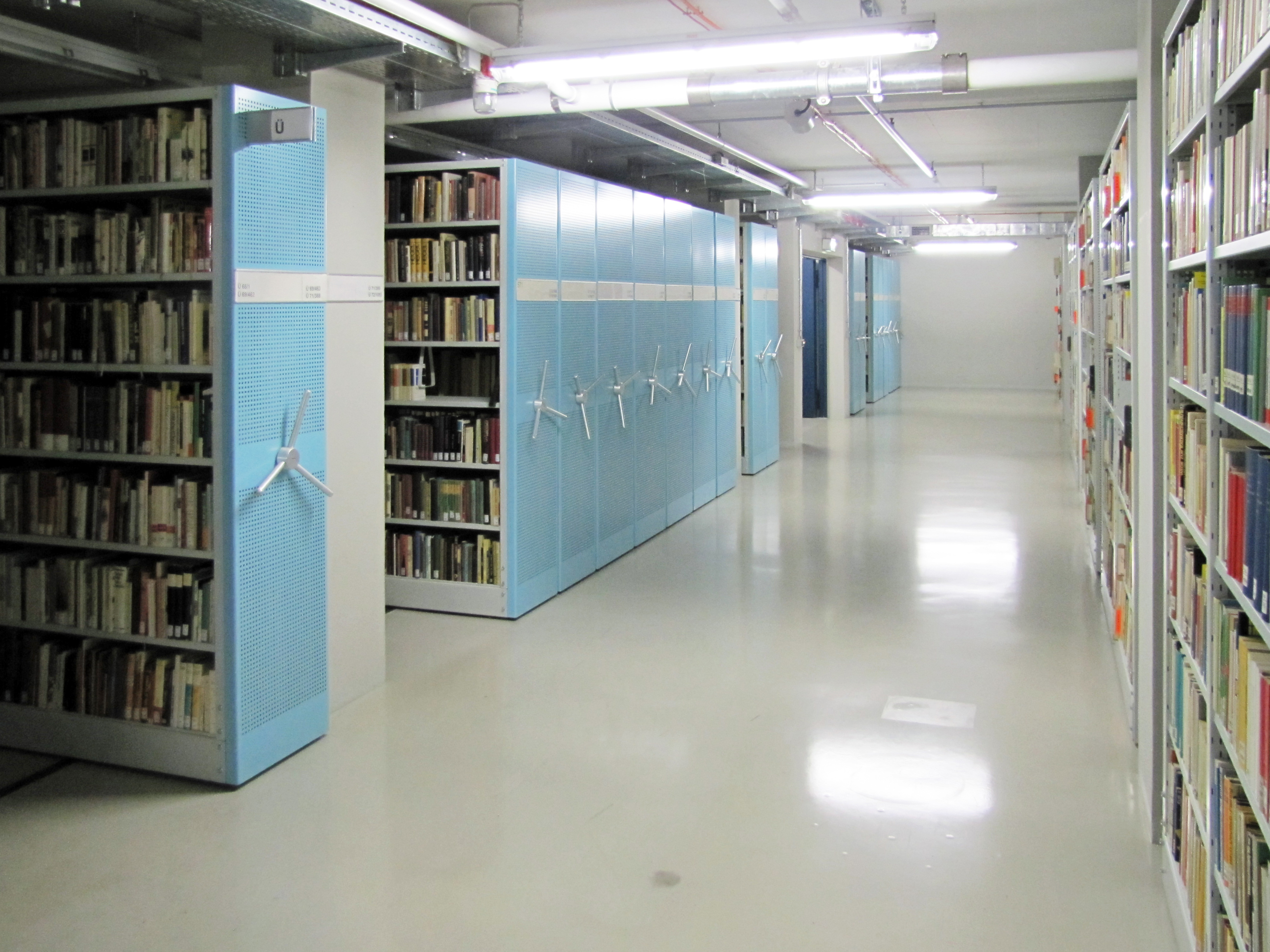
Revista de la Biblioteca Nacional Alemanya de Frankfurt/Main

Amb la reunificació d'Alemanya, el 3 d'octubre de 1990,ambdues es van fusionar en una nova institució, La Biblioteca Alemanya (Die Deutsche Bibliothek). En aquell moment, la Biblioteca Alemanya tenia 8,8 milions d'unitats multimèdia i la Biblioteca Alemanya (inclòs l'Arxiu de Música Alemany de Berlín) en tenia 4,5 milions. El dia 3 El primer número conjunt de la «Bibliografia Nacional Alemanya» es va publicar el gener de 1991. En ambdues institucions, la literatura es va continuar recopilant i indexant en paral·lel, però existien acords per a l'adquisició i la indexació cooperatives. La Biblioteca Alemanya de Frankfurt es va traslladar a un nou edifici a Adickesallee el maig de 1997. L'oficina del Comissionat del Govern Federal per a la Cultura i els Mitjans de Comunicació va ser creada per un decret organitzatiu del Canceller Federal el 27 d'octubre de 1998. Aquesta autoritat federal suprema va assumir la supervisió legal del Ministeri Federal de l'Interior.
La "Llei sobre la Biblioteca Nacional Alemanya" va canviar el nom a «Biblioteca Nacional Alemanya», va entrar en vigor el 29 de juny de 2006. La norma va reconfirmar el suport al dipòsit legal nacional en aquesta biblioteca i va ampliar el resum de la col·lecció per incloure les publicacions en línia, marcant el camí per a la recopilació, catalogació i emmagatzematge de les esmentades publicacions com a part del patrimoni cultural d'Alemanya. El màxim òrgan de gestió de la Biblioteca, el Consell d'Administració, es va ampliar per incloure dos diputats del Bundestag. La llei també va canviar el nom de la biblioteca i dels seus edificis a Leipzig, Frankfurt del Main i Berlín pel de "Deutsche Nationalbibliothek" (Biblioteca Nacional Alemanya). És la biblioteca central d'arxiu i el centre bibliogràfic nacional de la República Federal d'Alemanya. El 2010, l'Arxiu de Música Alemany es va traslladar a Leipzig.
Al juliol de 2000, la DMA va assumir també la funció de dipositària de la GEMA, organització alemanya de drets d'autor de la música. Des d'aleshores, els editors de música només han de presentar còpies a la DMA, que s'encarrega tant de l'arxiu nacional com del registre dels drets d'autor. Les 210.000 obres de música impresa que abans tenia la GEMA es van transferir a la DMA.

### Centenari 2012
El 2 d'octubre de 2012 es va celebrar a Leipzig una cerimònia per commemorar el centenari. aniversari de fundació. El programa de l'aniversari va incloure actes a Leipzig i Frankfurt del Main. A més, la participació en el projecte “Ja fa un any!” La campanya va ser possible en línia.
Per commemorar l'aniversari, la revista HUNDERT es va publicar en quatre números. Tanmateix, això només va dedicar una petita part a la història de la Biblioteca Nacional Alemanya i va donar lloc a una imatge molt incompleta en la percepció externa. Com a resultat, el 2014 la Direcció General va encarregar a dos historiadors de la ciència que no eren membres de la institució, Sören Flachowsky pel període de 1912 a 1945 i Christian Rau pel període de 1945 a 1990, que escriguessin estudis exhaustius d'història bibliotecària sobre la història de la institució, que es van publicar el 2018 en tres volums que contenien un total de més de 2000 pàgines.

## Base jurídica
El mandat legal de col·lecció de la Biblioteca Nacional Alemanya inclou obres multimèdia publicades a Alemanya des del 1913 (segons la llei de dipòsit legal) i obres multimèdia publicades a l'estranger en alemany, traduccions d'obres multimèdia en alemany a altres llengües i obres multimèdia en llengües estrangeres sobre Alemanya. Les publicacions estan indexades, arxivades i disponibles per al seu ús in situ. La biblioteca també compila la Bibliografia Nacional Alemanya i manté diverses col·leccions especials (Arxiu de l'Exili Alemany 1933–1945, Biblioteca de la Shoah d'Anne Frank, Museu Alemany del Llibre i l'Escriptura).
Amb la nova versió de la Llei de la Biblioteca Nacional Alemanya (DNBG), que va entrar en vigor el 29 de juny de 2006, la biblioteca, que des del 1990 s'anomenava «Biblioteca Alemanya», va passar a anomenar-se «Biblioteca Nacional Alemanya». És una institució federal de dret públic amb capacitat jurídica i està subjecta a la supervisió legal de la màxima autoritat federal responsable de la cultura i els mitjans de comunicació.

## Tasques

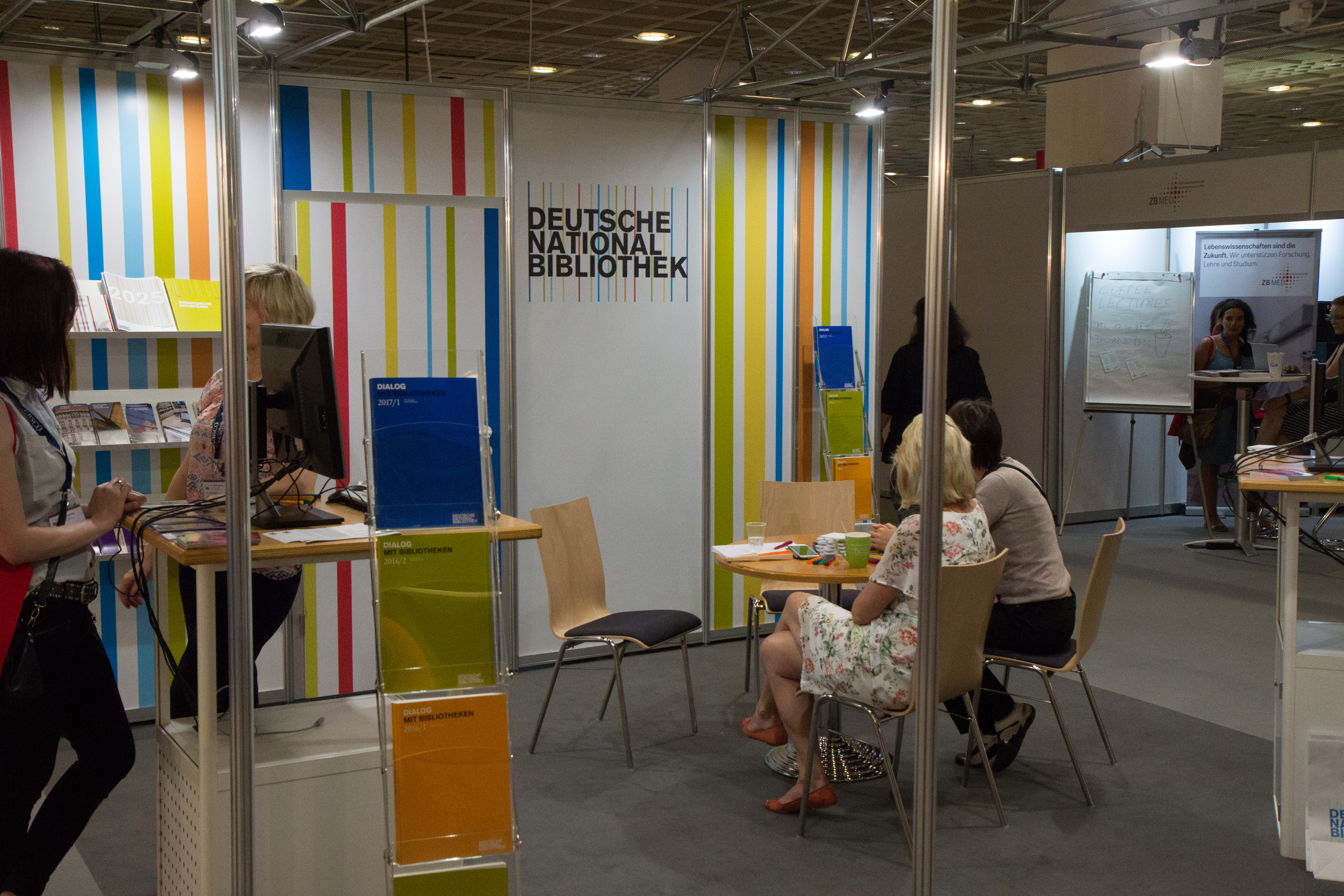
Estand del DNB a la 106a Dia dels Bibliotecaris Alemanys 2017 a Frankfurt

La Biblioteca Nacional Alemanya, en la seva funció de biblioteca d'arxiu, té la tasca de "recopilar, inventariar, indexar i registrar bibliogràficament les obres multimèdia originals publicades a Alemanya a partir de 1913 i les obres multimèdia en llengua alemanya publicades a l'estranger a partir de 1913, les traduccions d'obres multimèdia en llengua alemanya a altres llengües i obres multimèdia en llengües estrangeres sobre Alemanya, preservar-les permanentment i posar-les a disposició del públic en general, així com proporcionar serveis bibliogràfics nacionals i de biblioteca central, gestionar l'Arxiu de l'Exili Alemany 1933–1945, la Biblioteca de la Shoah d'Anne Frank i el Museu Alemany del Llibre i l'Escriptura, col·laborar amb institucions especialitzades a Alemanya i a l'estranger i participar en organitzacions especialitzades nacionals i internacionals". La «Biblioteca Nacional Alemanya» comparteix les tasques clàssiques d'una biblioteca nacional amb la Biblioteca Estatal de Berlín i la Biblioteca Estatal de Baviera.

### Recollida i adquisició
Tota publicació publicada a Alemanya s'ha d'enviar a la biblioteca en dos exemplars (còpia de dipòsit). Tanmateix, hi ha nombroses excepcions a aquesta obligació bàsica, que es regulen en la mateixa llei i, a partir de les autoritzacions corresponents, en una normativa legal i en les anomenades directrius col·lectives. Per exemple, no cal presentar obres cinematogràfiques, tret que se centrin en la música, ni obres impreses que només tenen una importància temporal però que encara poden portar un ISBN (catàlegs de comanda, fullets, materials publicitaris, horaris de ferrocarril, enquadernats o plegats, així com les seves reimpressions i similars). De les obres impreses subjectes a dipòsit, se'n recull un exemplar a Leipzig i un altre a Frankfurt del Main. Per als suports que es produeixen amb gran esforç i s'imprimeixen en petites tirades, les editorials poden rebre una subvenció per cobrir els costos de producció dels exemplars de dipòsit lliurats. Normalment, la Biblioteca Nacional té dret a proporcionar suports gratuïts. La biblioteca també col·lecciona (encara que només un exemplar, que es conserva a Leipzig) obres en alemany publicades a l'estranger, traduccions de l'alemany i publicacions estrangeres sobre Alemanya (Germànica). S'accepten amb agraïment les donacions d'unitats bibliogràfiques, però es recomana contactar-hi prèviament per minimitzar els costos.

### Obligació de lliurament prorrogada
Qualsevol persona que publiqui dins l'àmbit de la legislació alemanya ha de presentar dos exemplars de les seves obres a la Biblioteca Nacional Alemanya. Això va ser vàlid fins al dia 28. Juny de 2006 només per a «obres tangibles» (llibres, CD-ROM, etc.); des del 29 Des del juny del 2006, aquesta obligació també s'aplica a les "obres mediàtiques en forma intangible", és a dir, les publicacions a Internet. Els detalls de l'obligació de lliurament es regulen als §§ Articles 14 i 16 de la Llei DNB.

### Publicacions en línia
El març de 2002, la Biblioteca Alemanya i l'Associació d'Editors i Llibreters Alemanya van signar un acord per al lliurament, la recopilació, l'arxivament i la catalogació de les seves publicacions en línia. Preveu la presentació voluntària per part dels editors.
Una extensió significativa del mandat de recaptació, que ara va més enllà de les obres multimèdia intangibles (publicacions en línia) només dels editors, està regulada per la Llei del 29. La Llei sobre la Biblioteca Nacional Alemanya del 22 de juny de 2006 (BGBl. I S. 1338) va entrar en vigor el 22 de juny de 2006. La Llei de drets d'autor i societat del coneixement, que va entrar en vigor el 2018, va aclarir que la Biblioteca Nacional Alemanya (DNB) també pot participar en la recopilació de contingut web.
Els llibres electrònics, les revistes i els diaris electrònics, les publicacions universitàries, les partitures, els audiollibres i les còpies digitals publicades a Internet s'han de presentar a la Biblioteca Nacional Alemanya. Des del 2012, els llocs web s'han recopilat selectivament mitjançant la recopilació web, una recopilació automatitzada de documents d'Internet amb finalitats d'arxivament, i la Biblioteca Nacional Alemanya depèn d'un proveïdor de serveis. Els llocs web es seleccionen segons categories temàtiques i esdeveniments. A febrer de 2021, la col·lecció incloïa més de 5.000 llocs web. Com que els llocs web són dinàmics, només es pot desar una instantània alhora.
Per motius de drets d'autor, només es pot accedir a les pàgines web recopilades des de les sales de lectura. Si el titular dels drets hi ha donat el seu consentiment, això també és possible des de fora.

### Treball d'estandardització
La Biblioteca Nacional Alemanya participa en el desenvolupament de les regulacions bibliotecàries i els formats de metadades i està treballant en fitxers d'autoritat (fitxers de noms personals, fitxers conjunts d'entitats corporatives, fitxers d'autoritat d'encapçalaments de matèries) per a dades bibliogràfiques. L'abril de 2012 va introduir la Gemeinsame Normdatei (GND).

### "Publicacions jueves a l'Alemanya nazi"
Entre 1997 i 2006, la Biblioteca Alemanya (DDB), amb el suport de la Fundació Alemanya per a la Recerca (DFG), va digitalitzar publicacions periòdiques jueves de l'Alemanya nazi i revistes de l'exili de les col·leccions de la DDB en dos projectes. Aquestes col·leccions del període 1933 a 1945 consten d'aproximadament 30.000 i 100.000 pàgines respectivament. El 2004, la versió digitalitzada ja estava a punt i publicada a Internet.

### Exposicions virtuals
Des del 2013, la Biblioteca Nacional Alemanya ha iniciat diverses exposicions virtuals sobre diferents aspectes de la seva col·lecció:
- Arts in Exile,[30] publicat el 18 de setembre de 2013, és un portal d'internet sobre artistes que van fugir a l'exili per motius polítics. L'exposició, gestionada per l'Arxiu de l'Exili Alemany 1933–1945 del DNB, té com a objectiu reunir documents arxivats sobre l'emigració i l'exili d'arreu del món i posar-los a disposició de les persones interessades.[31] Inicialment, l'atenció se centrarà en el període comprès entre el 1933 i el 1945 i, més tard, també inclourà l'emigració de la RDA i l'Europa de l'Est comunista.
- Signes – Llibres – Xarxes: del cuneïforme al codi binari,[32] la segona exposició virtual, publicada el 18 de maig de 2014, és una proposta d'història dels mitjans de comunicació del Museu Alemany del Llibre i l'Escriptura del DNB. En diversos mòduls temàtics, explica la història cultural des de la perspectiva de l'escriptura i els llibres fins al món digital d'Internet, abastant un període des dels inicis de la història fins a l'actualitat.
- La Col·lecció de la Guerra Mundial, una col·lecció de documents sobre la Primera Guerra Mundial, que va ser iniciada el 1914 per la Biblioteca Alemanya, es va desenvolupar de nou per a l'any commemoratiu del 2014, es va digitalitzar parcialment i es va presentar en una exposició virtual el juny de 2014.[33] Es pretén fer tangible la història dels mitjans de comunicació en relació amb la guerra. Hi ha una forta referència a la Biblioteca Alemanya, les seves activitats de col·lecció i exposicions, així com a gèneres i obres multimèdia individuals.

## Mida

### Inventari
A finals del 2019, el fons total de la Biblioteca Nacional Alemanya comprenia aproximadament 39 milions d'unitats multimèdia. Juntament amb la Col·lecció d'Impressions Alemanya i les col·leccions especials, la Biblioteca Nacional Alemanya forma una biblioteca nacional distribuïda per a Alemanya.

### Personal i pressupost
La biblioteca tenia 629 llocs de treball a finals del 2019. Amb un pressupost de 56,7 milions d'euros el 2019, està finançat per la República Federal d'Alemanya amb una contribució anual del 55,2 Milions d'euros finançats.

## ús

### Condicions d'ús
La Biblioteca Nacional Alemanya és una biblioteca purament de referència. Per tant, els fons només es poden utilitzar a la sala de lectura. Qualsevol persona major de 16 anys rep un passi d'usuari i presenta un document d'identitat oficial. Des de l'1 de setembre de 1997, s'ha de pagar una tarifa d'ús, també per a l'accés a les sales de lectura. Aquesta taxa s'exemptarà de l'1 de març de 2020 al 28 de febrer de 2025. Hi ha un límit en el nombre d'obres que es poden consultar alhora. També es poden demanar articles o capítols individuals com a còpies (digitals) amb un pagament. Obres destinades a transmetre coneixements elementals (com ara B. llibres escolars) o per a entreteniment (com ara B. ficció o literatura pornogràfica) només es pot veure si hi ha proves d'un interès científic, professional, tècnic o oficial. El 2019, la Biblioteca Nacional Alemanya va comptar amb uns 179.000 usuaris de les seves sales de lectura. El 2008, la xifra era de 481.000.

### Crítica a "digital en lloc d'imprès"
El 7 de novembre de 2016, la Biblioteca Nacional Alemanya va introduir un canvi a les seves normes d'ús sota el lema "Digital en lloc d'imprès". Els llibres impresos dels quals també hi ha versions en línia disponibles en pantalla generalment ja no es distribueixen per al seu ús a la sala de lectura.
Aquest canvi, que va afectar 300.000 llibres el 2016, va generar un debat. Thomas Thiel va comentar: «Informe d'una biblioteca que ja no vol ser-ne una»; i Hans von Trotha va parlar d'un «adéu al llibre imprès». A Bildschirm, Tilman Spreckelsen veu la provisió preferencial d'edicions paral·leles de llibres electrònics com a conservació, de la mateixa manera que Joachim Güntner (“En el món analògic, la seguretat i l'ús xoquen”) o Hans-Joachim Wätjen, director de la biblioteca de la Universitat d'Oldenburg, ho veuen com la implementació del mandat d'una biblioteca d'arxiu nacional. La biblioteca va destacar els beneficis de l'accés en línia per complir el seu paper com a biblioteca d'arxiu. Ute Schwens, el director de la seu de Frankfurt, va dir: "Amb funcionalitats ampliades i una disponibilitat més ràpida, estem complint els desitjos dels nostres usuaris". La directora de l'arxiu literari municipal de Munic Monacensia, Elisabeth Tworek, en canvi, va defensar el llibre imprès i va explicar: "Especialment en temps de disrupció cultural: no es pot privar les generacions que estan acostumades als llibres al seu accés".
Com a resultat del debat públic, les regulacions d'usuari es van tornar a ajustar el gener de 2017 i es van col·locar sota el lema corregit "digital abans que impressió". Els llibres impresos es poden demanar sense justificació des del desembre del 2016, però s'ha d'iniciar un procés de comanda addicional per telèfon, en persona o per correu electrònic. Aquests llibres estan marcats al catàleg amb la nota "Utilitzar només després de consulta" i figuren com a "suports restringits".
A l'abril de 2017, aquest procés es va simplificar encara més, de manera que des de llavors hi ha hagut igualtat d'oportunitats. A més, s'ha assenyalat que la lectura de llibres impresos posa en perill la missió arxivística de la biblioteca.
La direcció de la biblioteca, doncs, està extreien conclusions dels resultats de l'enquesta d'usuaris del 2016. Això va mostrar, entre altres coses, que 82,7 % dels usuaris enquestats prefereixen les obres impreses, només el 7,1 % ofertes digitals, mentre que el 6,8 % va romandre indecís i 3,4 % no ha respost aquesta pregunta. Els autors de l'estudi exhaustiu destaquen entre les seves quatre conclusions més importants: "La gran majoria dels usuaris encara prefereixen llegir llibres i revistes en format imprès. Una tendència cap als mitjans digitals és més evident entre els usuaris en línia de DNB. Els ordinadors portàtils tradicionals i els ordinadors amb pantalles són els preferits predominantment com a dispositius de lectura de mitjans digitals".

### Catàleg en línia
Es pot consultar el catàleg de la Biblioteca Nacional Alemanya en línia. A més de les dades bibliogràfiques, també es documenten dades biogràfiques i la disponibilitat de les obres a les llibreries. El Directory of Deliverable Books (VLB) inclou, en particular, anuncis de llançaments de publicacions.

## Seu central, ubicacions i gestió
La biblioteca es troba a Frankfurt del Main.
La biblioteca té dues seus:
1. Leipzig (anteriorment Biblioteca Alemanya)
2. Frankfurt del Main (abans Biblioteca Alemanya)

Fins al 2010, l'Arxiu de Música Alemany es trobava a Berlín.
Els òrgans de la biblioteca són segons § 5 DNBG:
- el Consell d'Administració, compost per 13 membres, dos dels quals són delegats pel Bundestag alemany; tres persones del Govern Federal, dues de les quals són de la màxima autoritat federal responsable de la cultura i els mitjans de comunicació; tres membres de l' Associació d'Editors i Llibreters Alemanys ; membre de la Fundació Alemanya de Recerca, l'Associació Alemanya d'Editors de Música, l'Associació Federal de la Indústria Fonogràfica, així com de la ciutat de Frankfurt del Main i la ciutat de Leipzig.
- el director general i
- els consells assessors.

El Consell d'Administració decideix per resolució sobre "tots els assumptes que siguin de importància econòmica fonamental o significativa per a la biblioteca i el seu desenvolupament" ( § 6 paràgraf. 4 DNBG).
El director general gestiona els assumptes de la biblioteca, llevat que això estigui assignat al consell d'administració per llei formal o per estatut, o sigui responsabilitat de la màxima autoritat administrativa. Representa la biblioteca dins i fora dels tribunals i és un superior o empresari en el sentit del dret laboral o del dret de la funció pública ( § 7 DNBG). Frank Scholze ha estat el director general de la biblioteca des del gener del 2020. Els seus predecessors van ser Elisabeth Niggemann i Klaus-Dieter Lehmann . Els representants permanents són Ute Schwens, que va succeir Kurt Nowak com a director a Frankfurt del Main, i Johannes Neuer, que va succeir Michael Fernau com a director a Leipzig.
El Consell d'Administració nomenarà fins a dotze experts com a consell assessor per assessorar el Consell d'Administració i el Director General, la meitat dels quals seran nomenats pel Börsenverein. Hi ha un consell assessor especial per a l'Arxiu de Música Alemany ( § 8 DNBG).
Com a institució federal amb capacitat jurídica segons el dret públic, la Biblioteca Nacional Alemanya regula els seus propis assumptes mitjançant estatuts, que el Consell Administratiu adopta per majoria de tres quartes parts ( § 4 paràgraf.1 DNBG).

## Edificis

### Leipzig

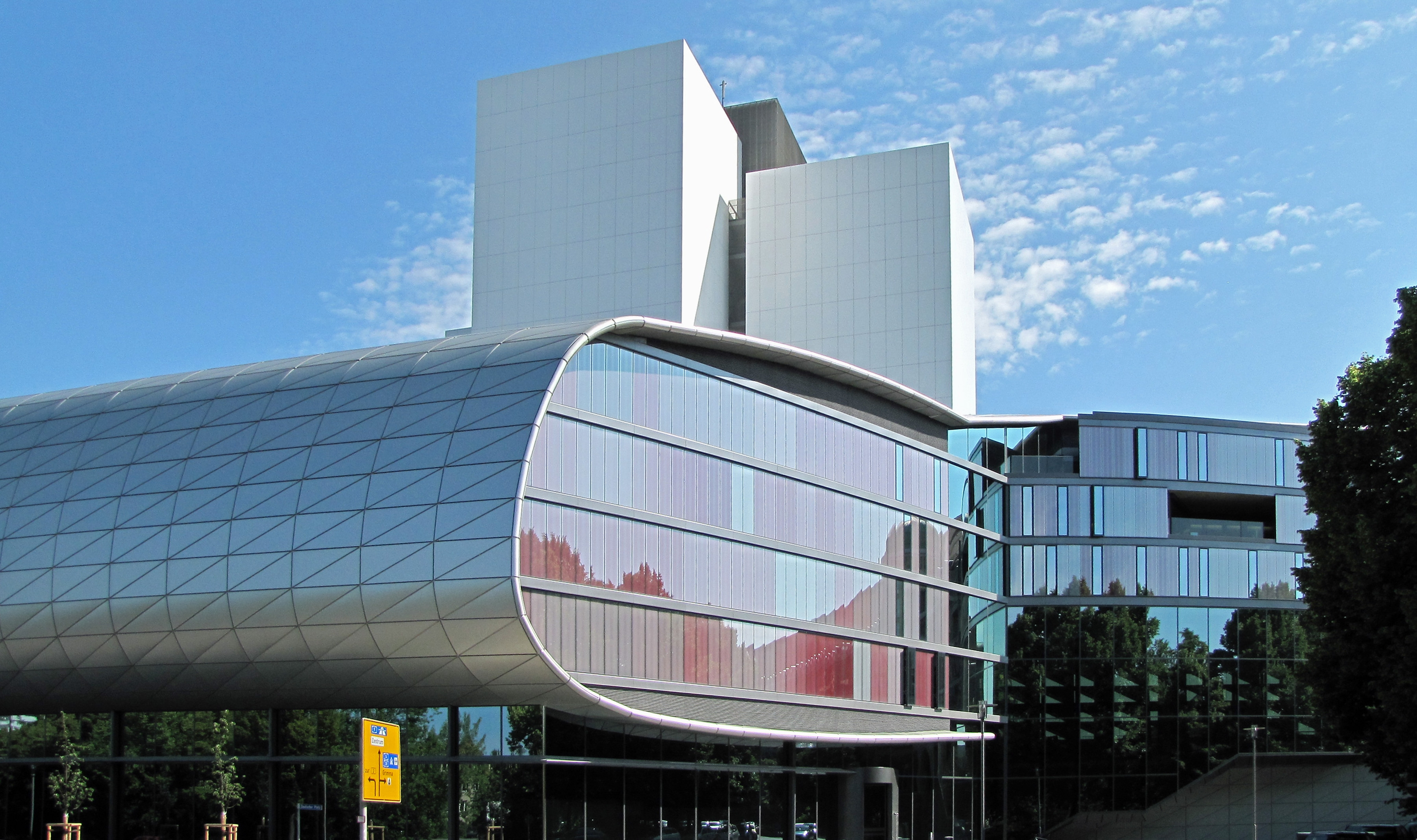
Biblioteca Nacional Alemanya de Leipzig

L'edifici principal de la Biblioteca Nacional Alemanya de Leipzig va ser construït entre 1914 i 1916 segons els plànols de l'arquitecte Oskar Pusch. La façana té 160 metres de llargada i dona a la "Deutscher Platz" (Plaça Alemanya). L'edifici es va inaugurar el 19 d'octubre de 1916. El solar de la biblioteca havia estat donat per la ciutat de Leipzig, mentre que Friedrich August III, Rei de Saxònia, va aportar els fons per a la construcció. A la façana hi ha els retrats d'Otto von Bismarck, Johann Wolfgang von Goethe i Johannes Gutenberg. Les estàtues representen la tecnologia, la justícia, la filosofia, la medicina, etc. La sala de lectura central conté un quadre de Ludwig von Hofmann que representa l'Arcàdia en estil Art Nouveau. A l'escala hi ha un mural amb els fundadors de la biblioteca alemanya. A la Biblioteca també es troba el Museu Alemany del Llibre i l'Escriptura. La quarta ampliació de la biblioteca va començar el 2007 i es va obrir al públic el 9 de maig de 2011. Va ser dissenyada per Gabriele Glockler.

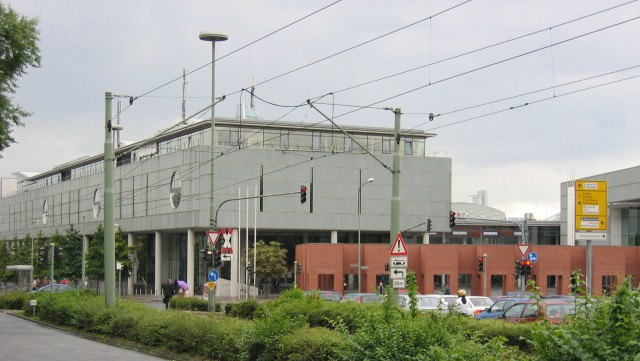
Edifici de la biblioteca a Frankfurt

### Frankfurt
L'edifici actual de la sucursal de Frankfurt es va inaugurar oficialment el 14 de maig de 1997. Els arquitectes de Stuttgart Arat-Kaiser-Kaiser van rebre l'encàrrec de dissenyar l'edifici després de guanyar un concurs d'arquitectura el 1984. Tot i això, la planificació es va endarrerir i la construcció no va començar fins al 1992. Amb una aparença dominada per quatre materials principals: formigó vist, acer, vidre i auró canadenc clar, compta amb més de 300 llocs de treball repartits en tres plantes, amb un gran finestral que els il·lumina a tots. L'emmagatzematge addicional es troba en tres nivells subterranis que s'espera que siguin suficients fins al 2045.

### Pel·lícula
La Torre del Llibre: 100 anys de la Biblioteca Nacional Alemanya. Pel·lícula documental, Alemanya, 2012, 30 min. Escrit i dirigit per René Römer, producció: MDR, primera emissió: 2 d'octubre de 2012.
1. ↑  Error: hi ha arxiuurl o arxiudata, però calen tots dos paràmetres.Sebastian Götte, Selina Recke. «Nutzerbefragung der Deutschen Nationalbibliothek 2016» (PDF; 13,5 MB).   Deutsche Nationalbibliothek und aproxima, Gesellschaft für Markt- und Sozialforschung.